# Capilla del Hospital del Corpus Christi (Moguer)
La capilla del Hospital del Corpus Christi es un edificio religioso de Moguer, provincia de Huelva (España), levantada en el siglo XIV, formando parte del Convento del Corpus Christi, primer cenobio masculino que se levantó en Moguer, y posteriormente del Hospital del Corpus Christi. Está incluida como Bien de Interés Cultural de los Lugares Colombinos.

## Características
Del antiguo convento franciscano del Corpus Christi sólo queda una parte de la iglesia, y la espadaña que se ubica sobre un grueso muro de ladrillo donde todavía podemos apreciar un arco ojival del primitivo convento. 
El templo, de una sola nave y 163 m² de superficie, conserva la capilla mayor original. El ábside de planta cuadrada, provisto de sus correspondientes contrafuertes y vistosos ventanales con arcos de medio punto peraltados, labrados en piedra, a ambos lados, es obra mudéjar sevillana del siglo XIV. Desgraciadamente, la capilla ha sido envuelta por un núcleo de nuevas viviendas. 
La fachada principal se integra con la de la antigua estación enológica decorada con azulejos cerámicos de Triana y ejecutada en 1915 al estilo regionalista imperante, reproduce las arcadas y el diseño renacentista del Ayuntamiento sevillano. Se atribuye al arquitecto Aníbal González. Actualmente el antiguo solar del hospital lo ocupa la Fundación Municipal de la Cultura y el Teatro Felipe Godínez, habiéndose conservado la fachada y la capilla de los anteriores complejos.
La capilla es usada en la actualidad como casa de hermandad por la Cofradía de la Vera+Cruz. En ella, además de guardar sus enseres, se exponen las antiguas imágenes titulares de Enrique Orce: el Cristo de la Vera+Cruz y la Virgen de la Paz (actualmente bajo la advocación de Dolores).

## Historia
El primitivo Convento franciscano del Corpus Christi, fundado en 1337 por el almirante Alonso Jofre Tenorio y su mujer Elvira Álvarez, fue transformado en hospital para pobres al trasladarse los frailes al nuevo convento, erigido a escasos metros bajo la advocación de Nuestra Señora de Esperanza, en 1482. Las razones que motivaron a Pedro Portocarrero, VIII Señor de Moguer, y a Juana de Cárdenas, su mujer, a construir un nuevo cenobio se debió a la necesidad de contar con un espacio más idóneo para los fines religiosos y educativos que la comunidad franciscana venía realizando en Moguer. Los franciscanos necesitaban nuevas instalaciones para su escuela infantil y su cátedra de Gramática y la ampliación del Corpus Christi era imposible por estar rodeado de otros edificios. Portocarrero intentó desdoblar la comunidad, obteniendo en 1504 bula de Julio II para la creación de un nuevo convento, pero los franciscanos juzgaron improcedente tener dos conventos en la localidad. 

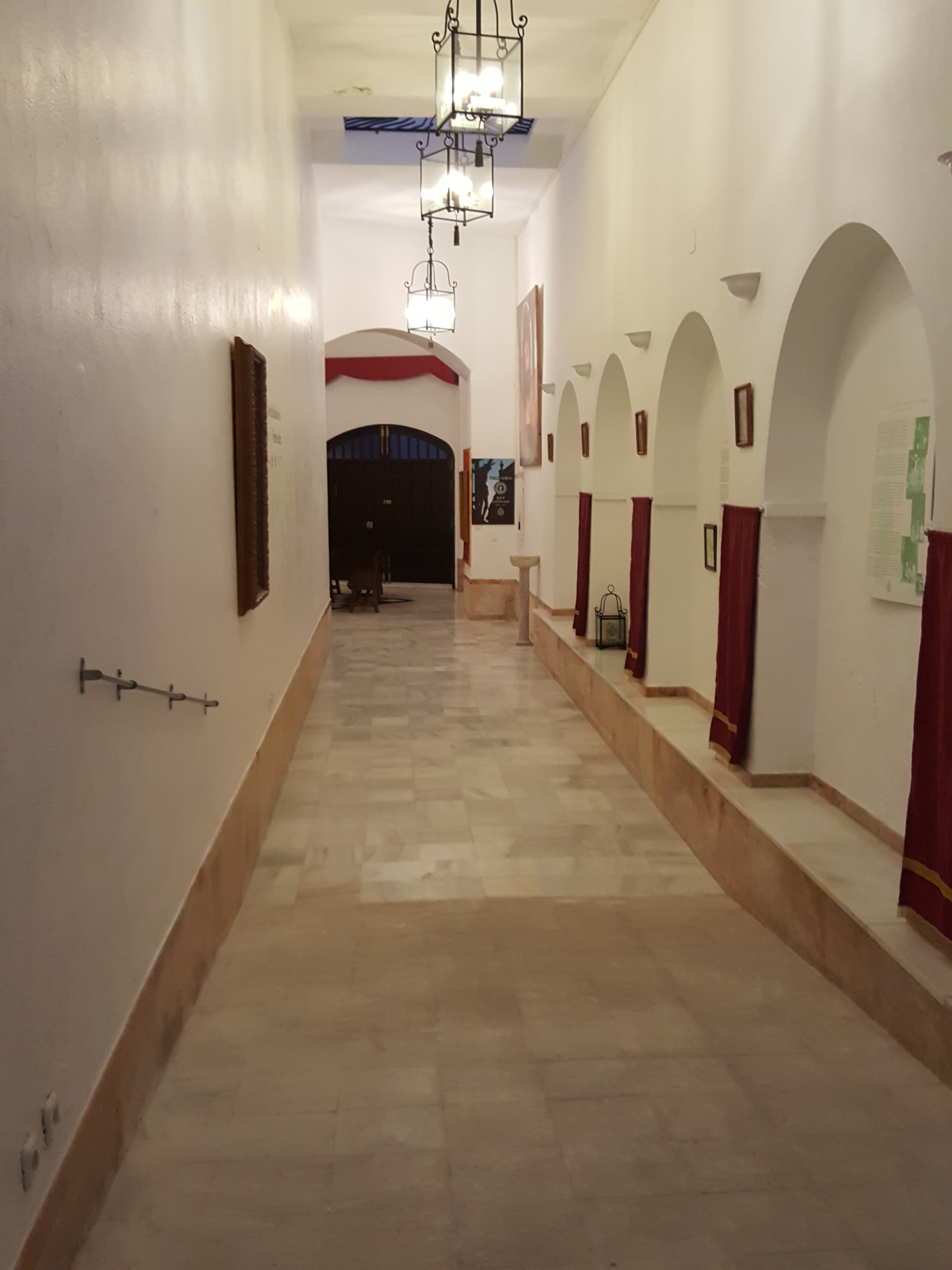
Pasillo de acceso a la Capilla

El hospital del Corpus Christi ya existía a principios del siglo XV. Hacia 1515 se refundió con los antiguos hospitales medievales de Santa María y San Esteban, los cuales aparecen ya mencionados en documentos de mediados del siglo XIV. En 1518. Pedro Portocarrero, sobre la base de su testamento, dotó al hospital de una renta anual de 80.000 maravedís y 220 fanegas de pan, y del personal necesario para el desarrollo del servicio asistencial. El patrimonio de este hospital aumentó considerablemente a lo largo del siglo XVI, convirtiéndose, junto con la iglesia y el Monasterio de Santa Clara, en una institución de elite debido a sus considerables rentas. En 1563 el hospital percibió unos 62.000 maravedis por las rentas de 19 casas repartidas por la villa, una de ellas con tienda incorporada, varias suertes de viñas, almendrales y olivares, y el medio molino de Aguasalada junto al río. A ello habría que sumar el importe de las rentas del señor y las limosnas entregadas por los particulares. Esta situación contrasta con la penuria económica del siglo XVIII, debida en parte a que los patronos no abonaban las rentas. A ello unimos la disminución de los bienes acumulados en épocas pasadas.
Al ser el hospital una fundación señorial, los marqueses eran los encargados de nombrar al mayordomo, a quien tomaban cuentas de su gestión económica como administrador de las rentas, y a los dos capellanes. El hospital contaba también con un casero y su mujer que cuidaban de los enfermos y del edificio. Ayudaban a la pareja dos esclavos.
El complejo hospitalario poseía un sector sanitario y una pequeña iglesia. A comienzos del siglo XVIII, el hospital contaba con un salón alto y bajo para curaciones. Había tres camas para enfermos pobres y ámbitos separados para transeúntes. La iglesia estaba adornada con tres altares y poseía todo lo necesario para celebrar misa.
El 29 de marzo de 1712 ocurrió un hecho insólito en la capilla del hospital: al parecer, según consta en testimonio notarial, la imagen del crucificado de la Encarnación, al que llaman Cristo de la Sangre, sudó sangre copiosamente, provocando la admiración y el crecimiento de la devoción popular, y el culto, hacia dicha advocación. El suceso referido redundó en beneficio de la conservación del templo hospitalario. La antigua imagen del Cristo de la Sangre, de tosca factura y gran expresividad, fue realizada en pasta en el siglo XVII por un autor anónimo. Fue destruida en 1936, al igual que ciertos objetos de culto pertenecientes a la capilla; el retablo mayor, realizado en material constructivo, se conserva actualmente.

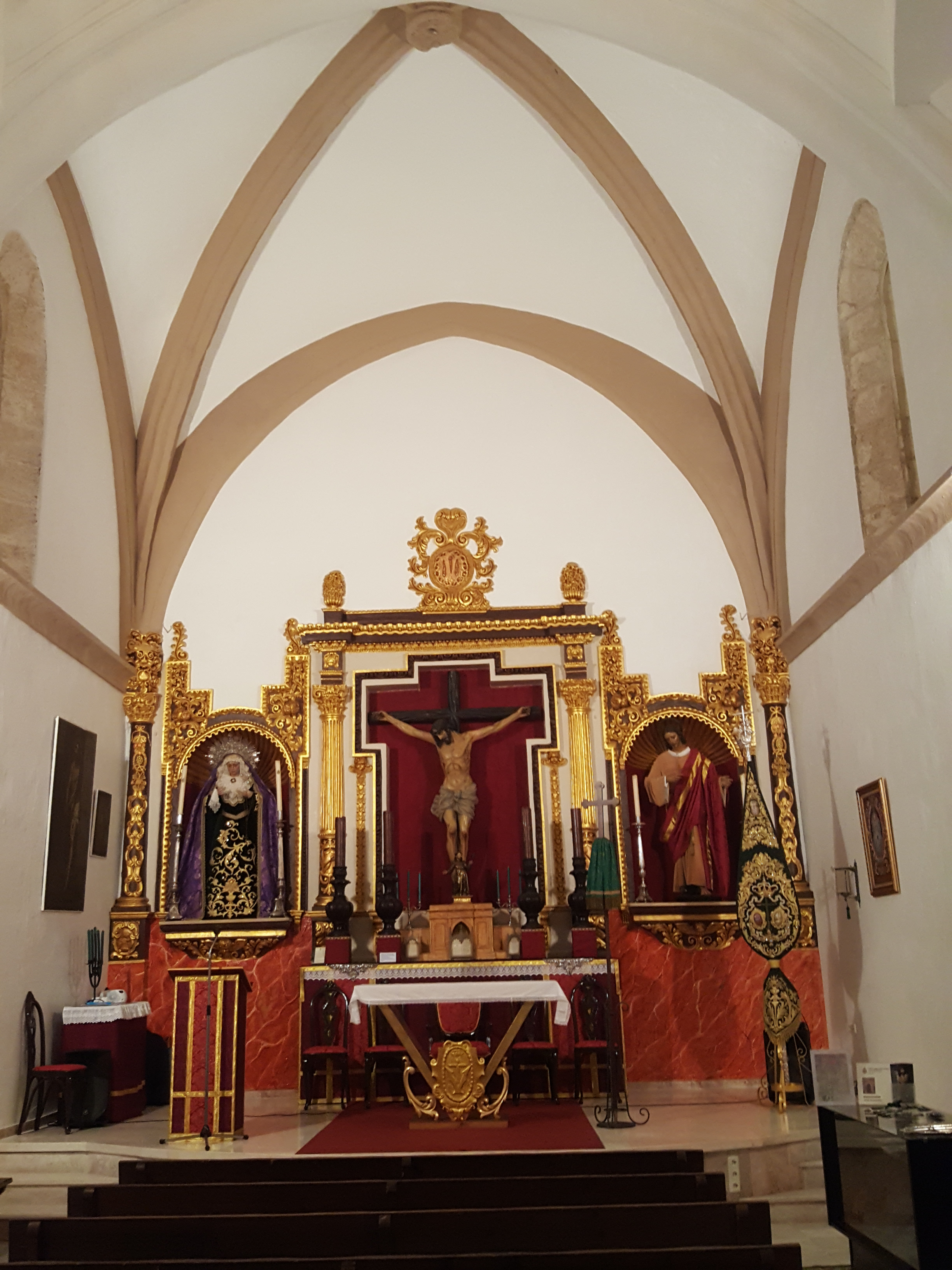
Bóveda y altar con el Cristo de la Vera+Cruz, la Virgen de los Dolores y San Juan.

Los visitadores generales del Arzobispado visitaron el establecimiento en repetidas ocasiones, dejando constancia de todos los pormenores y reformas necesarias en los Libros de Visita, única fuente para conocer de cerca una parte importante de la historia de este centro benéfico-religioso, cuyo patronazgo seguían ostentando los señores de Moguer. En 1726 el estado de conservación del edificio era bueno. Unos años más tarde su aspecto cambió considerablemente a pesar de las mejoras, hasta el punto que en 1747 era considerado incapaz para cumplir su función asistencial. El terremoto de 1755 dejó el hospital en una situación de ruina tal que la Real Academia de la Historia, sobre la base de un informe municipal, valoró los daños en 66.000 reales.
La falta de medios económicos, la precaria actividad asistencial, y las deficiencias en el estado de conservación del edificio fueron los síntomas normales que provocaron el deterioro del único centro hospitalario de Moguer. El Censo de Floridablanca de 1787 anota la existencia de un capellán, un empleado, dos facultativos, tres sirvientes, y tres enfermos. En 1848 Pascual Madoz hace un comentario en su Diccionario Geográfico sobre el hospital del Corpus Christi insistiendo en la precaria situación del mismo. Contaba por aquel entonces con Pósito propio. En 1886 su estado era deplorable como consta en una memoria remitida al Gobierno Civil de Huelva. Sin embargo, y a pesar de tan rocambolesca vida, el centro continuó abierto hasta bien entrado el siglo XX. En 1915, y en el solar que ocupó el antiguo hospital, fue construida la estación enológica, mientras que la iglesia mantuvo su estructura original. Con el traslado de dicho centro a La Palma del Condado el inmueble fue ocupado en los 60 por el Instituto Libre Adaptado de Enseñanza Media, y en años sucesivos por organizaciones de carácter político y cultural. 
En el año 1991, dentro del Convenio Colon 92 fue totalmente restaurada la capilla del Hospital; y en el solar del hospital y posterior estación enológica, fue construido el Teatro Felipe Godinez y las oficinas de la Fundación Municipal de Cultura del Ayuntamiento de Moguer, respetando la fachada de la antigua estación enológica.